# Abingdon County Hall Museum
El Abingdon County Hall Museum (también conocido como Abingdon Museum) es un museo local de Abingdon, Oxfordshire, Inglaterra. Pertenece al Ayuntamiento de Abingdon y esta apoyado por Abingdon Museum Friends, una organización benéfica registrada. Es un edificio protegido de grado II. 

## Edificio
Fue construido como casa consistorial del condado de Berkshire, siendo Abingdon la capital  del condado. Su función era  servir como la sede principal de las sesiones y centro administrativo judicial del condado. Fue diseñado en estilo barroco por Christopher Kempster, discípulo de  Sir Christopher Wren en la Catedral de San Pablo.

### Descripción
Se compone de una planta baja abierta al exterior mediante arcadas de medio punto para su uso como mercado u otras funciones municipales y se completó en 1683. Toda la fachada se articula con grandes pilastras de orden gigante y capiteles corintios
Nikolaus Pevsner dijo del edificio: "De los consistorios de Inglaterra con plantas bajas abiertas, éste es el más grandioso". Albergó una sala de audiencias para los tribunales hasta 1867, cuando Abingdon cedió ese papel a Reading Assize Courts.

## Museo
Sus colecciones se iniciaron en 1919. Tiene una exposición permanente y organiza varias exposiciones temporales varias veces al año, así como exposiciones más pequeñas sobre temas locales cada mes. Entre otras cosas se exhibieron una reproducción de la espada anglosajona Abingdon, descubierta en el río en Abingdon y en manos del Museo Ashmolean de Oxford.
Entre 2010 a 2012, el museo y el edificio se sometieron a una restauración, financiado en parte por la Lotería Nacional. El museo fue reabierto informalmente a los visitantes con la presencia de Martha Howe-Douglas, una actriz de la serie de televisión Horrible Histories, en julio de 2012 y fue oficialmente reabierto por el duque de Gloucester el 8 de marzo de 2013. Se abrió una nueva cafetería en el sótano.